# Silnik wodzikowy
Silnik wodzikowy – szczególna odmiana silnika spalinowego długoskokowego, gdzie tłok połączony jest nie bezpośrednio z korbowodem, a z tłoczyskiem i dopiero poprzez wodzik (krzyżulec) napęd przechodzi na korbowód właściwy.

## Geneza

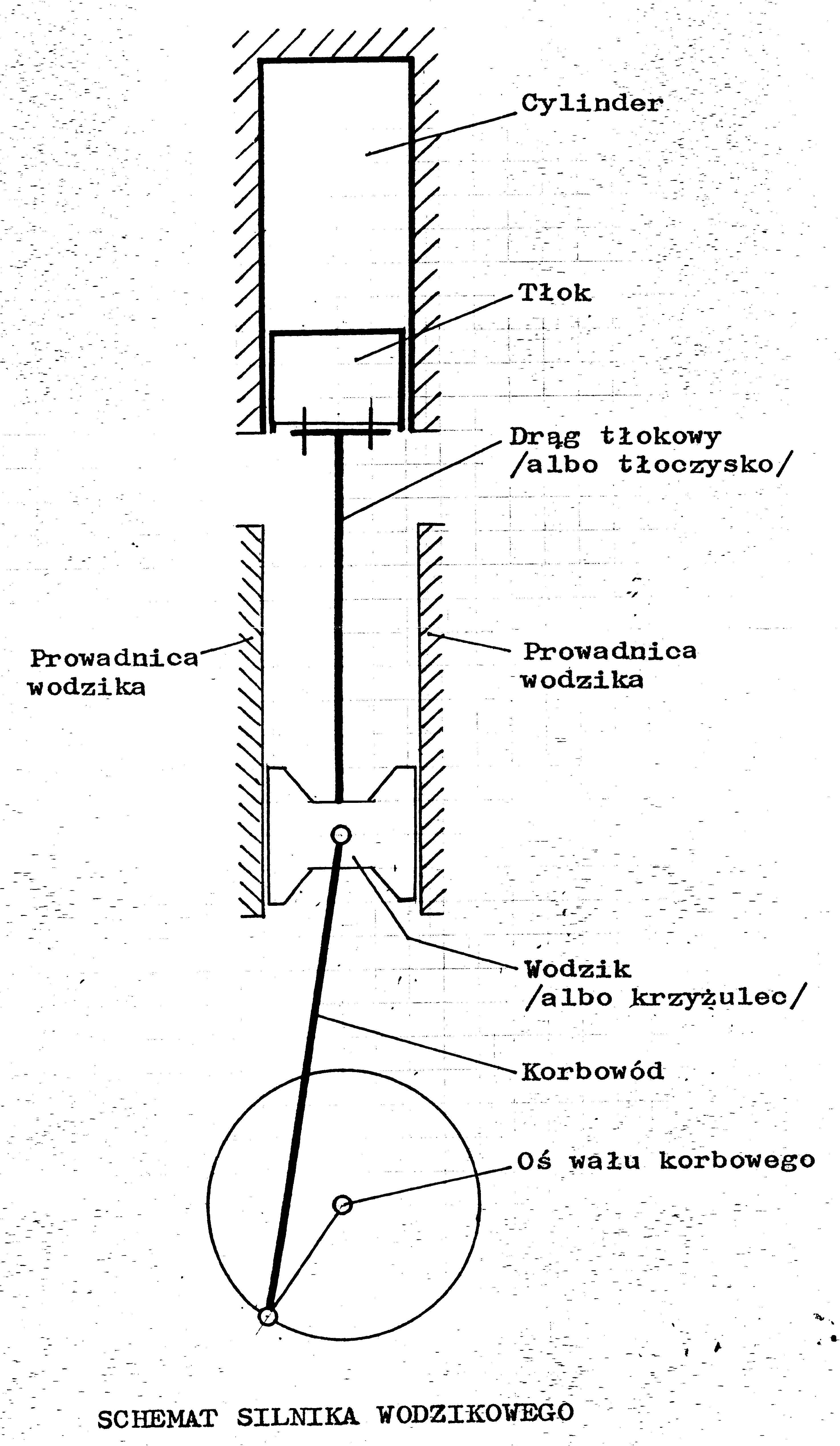
Schemat ideowy silnika wodzikowego

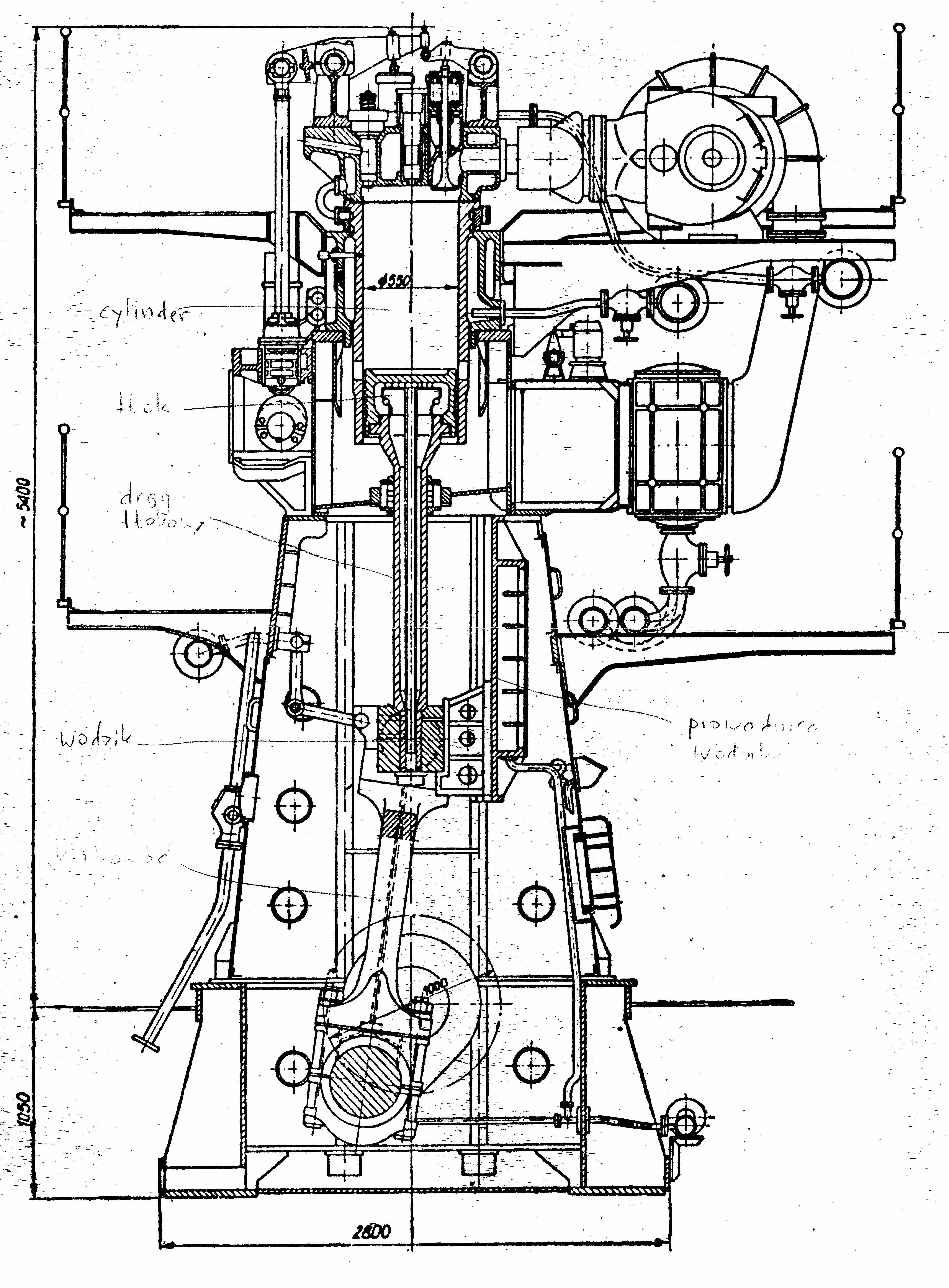
Rysunek techniczny silnika wodzikowego, wysokoprężnego, dwusuwowego

Połączenie tłoka bezpośrednio z korbowodem sprawia, że tylko w dwóch stanach położenia tłoka w cylindrze (DMP i GMP) na tłok nie działa boczna siła składowa, powodująca (przy skośnym położeniu korbowodu względem osi cylindra) asymetryczne, zwiększone zużycie gładzi cylindrowej – co w miarę eksploatacji silnika skutkuje owalizacją cylindra i malejącą szczelnością na pierścieniach tłokowych. Im krótszy jest korbowód w stosunku do skoku tłoka i im większe są siły gazowe nad tłokiem, tym silniej to zjawisko jest zarysowane.
Aby usunąć to niekorzystne zjawisko, w wybranych silnikach spalinowych łączy się tłok z korbowodem poprzez tłoczysko z wodzikiem (stąd nazwa silnika) poruszającym się w prowadnicy.
Zadaniem wodzika jest przenoszenie sił bocznych od korbowodu – na tłok w całym zakresie ruchu, działa jedynie prostopadła siła od gazów spalinowych (lub świeżego ładunku – zależnie od kierunku ruchu tłoka).
Ponadto – w silniku „klasycznym”, z tłokiem połączonym z korbowodem istnieje graniczna wielkość skoku tłoka, powyżej której dochodzi do kolizji korbowodu z dolną częścią tulei cylindrowej. Silnik wodzikowy tego ograniczenia nie posiada.

## Zalety silnika wodzikowego
- Bardzo wysoka trwałość gładzi cylindrowej, tłoka i pierścieni tłokowych

## Wady silnika wodzikowego
- Bardzo duża wysokość silnika
- Większa masa silnika
- Dodatkowa masa tłoczyska i wodzika w masach ruchomych silnika
- Ograniczona prędkość obrotowa silnika (z uwagi na dużą długoskokowość i dodatkowe masy ruchome w układzie silnika)

## Zastosowanie
Z powyższych względów silnik wodzikowy ma zastosowanie tam, gdzie:
- Duża wysokość i masa silnika nie jest istotną przeszkodą
- Gdzie jest wymagana duża trwałość silnika (bardzo duże przebiegi międzynaprawcze)
- Nie są wymagane wysokie obroty silnika
- Występuje wysokie Pe

Praktycznie ogranicza się to do napędu statków handlowych, dużych promów, masowców. Zwykle są to wysokodoładowane, zaworowe (zawory wydechowe) silniki o zapłonie samoczynnym pracującym w obiegu dwusuwowym z przepłukaniem wzdłużnym.

## Ekonomia i ekologia
Silniki wodzikowe są na chwilę obecną najsprawniejszymi (sprawność niektórych przekracza 50%) silnikami spalinowymi, co wynika z:
- dużej długoskokowości: skok tłoka stanowi w większości przypadków ponad 250% wielkości średnicy cylindra – co pozwala na świetne wykorzystanie energii gazów spalinowych,
- wolnoobrotowości: proces spalania paliwa jest w większości izobaryczny (pod stałym ciśnieniem, co zbliża jego obieg termodynamiczny do obiegu Carnota, charakteryzującego się najwyższą możliwą sprawnością termodynamiczną), co pozwala również pełniej wykorzystać energię gazów spalinowych.

Oba te czynniki sprawiają, że emisja CO2 na jednostkę mocy jest najniższa wśród tłokowych silników spalinowych.
Dodatkowo – wolnoobrotowość silnika umożliwia sprzęgnięcie wału korbowego bezpośrednio ze śrubą okrętową bez konieczności stosowania ciężkiej, kosztownej i wprowadzającej straty mechaniczne przekładni.

## Przykładowe[1]dane silnika wodzikowego
- Średnica cylindra: 960 mm
- Skok tłoka: 2500 mm
- Pojemność skokowa jednego cylindra: 1820 dm³
- Zakres obrotów użytkowych: 22-105 obr./min
- Pe: 19,6 atm